# 草滩坝清真寺
草滩坝清真寺，位于中国青海省循化县积石镇草滩坝村，为青海省市县级文物保护单位，公布日期为1995年10月30日，类型为古建筑。
草滩坝清真寺的历史年代为清。